# يو إس إس سميث بريغز
يو إس إس سميث بريغز (بالإنجليزية: USS Smith Briggs) كانت زورقًا حربيًا نهريًا تابعًا لـجيش الاتحاد خلال الحرب الأهلية الأمريكية. استُخدمت هذه السفينة لأغراض النقل والدعم المدفعي على الأنهار، ودُمّرت في عام 1864 أثناء إحدى العمليات العسكرية في ولاية فرجينيا.

## الخلفية
كانت "سميث بريغز" في الأصل عبارة عن سفينة بخارية مدنية، وتم تحويلها لاحقًا إلى سفينة حربية من قِبل قوات الاتحاد لدعم العمليات العسكرية على نهر جيمس وروافده. جُهزت بمدافع واستخدمت لنقل القوات والعتاد عبر الممرات المائية الاستراتيجية.

## تدميرها
في 2 فبراير 1864، شاركت السفينة في عملية على نهر تشيكاهوميني بولاية فرجينيا. وخلال تلك المهمة، وقعت في كمين من قِبل قوات الكونفدرالية، وتمت محاصرتها وإجبار طاقمها على الاستسلام. بعد السيطرة عليها، أضرمت قوات الكونفدرالية النار فيها، مما أدى إلى تدميرها بالكامل.

## الأهمية
رغم أن سميث بريغز لم تكن سفينة حربية ضخمة، فإن دورها كان محوريًا في دعم العمليات النهرية في المناطق الجنوبية من الولايات المتحدة. وتُظهر قصة السفينة كيف استخدمت قوات الاتحاد السفن المدنية المعدلة لتعزيز قدراتها في حرب الأنهار.

## وصلات خارجية
- صفحة USS Smith Briggs – قيادة التاريخ البحري الأمريكي
- معلومات عن السفينة في أكاديمية الحرب الأهلية